# (7892) Musamurahigashi
(7892) Musamurahigashi (1994 WQ12) – planetoida z pasa głównego asteroid okrążająca Słońce w ciągu 5,73 lat w średniej odległości 3,2 j.a. Odkryta 27 listopada 1994 roku.